# Idiazábal (Argentina)
Idiazábal es una localidad situada en el departamento Unión, provincia de Córdoba, Argentina.
Se encuentra ubicada a 62 km al suroeste de la ciudad de Bell Ville y a 232 km al sureste de la Ciudad de Córdoba.
La principal actividad económica de la localidad es la agricultura seguida por la ganadería, siendo el principal cultivo la soja; existen en la localidad numerosos establecimientos agrícolas como plantas de silos, criaderos, etc.
La localidad surgió con la construcción del ferrocarril pero también sufrió cuando el tren dejó de pasar.
Existen en Idiazábal un puesto policial, una escuela secundaria y una primaria, un dispensario y un edificio municipal en donde se realizan las funciones administrativas.

## Población
Cuenta con 1712 habitantes (Indec, 2022), lo que representa un incremento del 9% frente a los 1556 habitantes (Indec, 2010) del censo anterior.
| Gráfica de evolución demográfica de Idiazábal entre 1991 y 2022 |
|                                                                 |
| Fuente: Censos nacionales del INDEC                             |

## Sismicidad
La sismicidad de la región de Córdoba es frecuente y de intensidad baja, y un silencio sísmico de terremotos medios a graves cada 30 años en áreas aleatorias. Sus últimas expresiones se produjeron:
- 22 de septiembre de 1908 (116 años), a las 17.00 UTC-3, con 6,5 Richter, escala de Mercalli VII; ubicación 30°30′0″S 64°30′0″O / -30.50000, -64.50000; profundidad: 100 km; produjo daños en Deán Funes, Cruz del Eje y Soto, provincia de Córdoba, y en el sur de las provincias de Santiago del Estero, La Rioja y Catamarca[2]

- 16 de enero de 1947 (78 años), a las 2.37 UTC-3, con una magnitud aproximadamente de 5,5 en la escala de Richter (terremoto de Córdoba de 1947)[1]

- 28 de marzo de 1955 (70 años), a las 6.20 UTC-3 con 6,9 Richter: además de la gravedad física del fenómeno se unió el desconocimiento absoluto de la población a estos eventos recurrentes (terremoto de Villa Giardino de 1955)

- 7 de septiembre de 2004 (20 años), a las 8.53 UTC-3 con 4,1 Richter

- 25 de diciembre de 2009 (15 años), a las 21.42 UTC-3 con 4,0 Richter

## Clima
El clima de la localidad es templado con estación seca, registrándose unas precipitaciones anuales de 700 mm. A principios de 2015 la localidad sufrió las consecuencias del año más lluvioso desde la década de los 1960, dejando a la localidad casi totalmente inundada y con el 95% de su población evacuada.

## Fiestas
La fiesta patronal se celebra el día 12 de septiembre.